# Wingillen
Wingillen, 1938 bis 1945: Feuchtwiesen, litauisch Vingilai, ist ein verlassener Ort im Rajon Krasnosnamensk der russischen Oblast Kaliningrad.
Die Ortsstelle befindet sich drei Kilometer südsüdöstlich von Pobedino (Schillehnen/Schillfelde) an dem kleinen Fluss Osjornaja (dt. See-Graben, früher Alxnuppe) und ist über einen Weg zu erreichen, der von der Regionalstraße 27A-026 (ex R 511) abzweigt.

## Geschichte

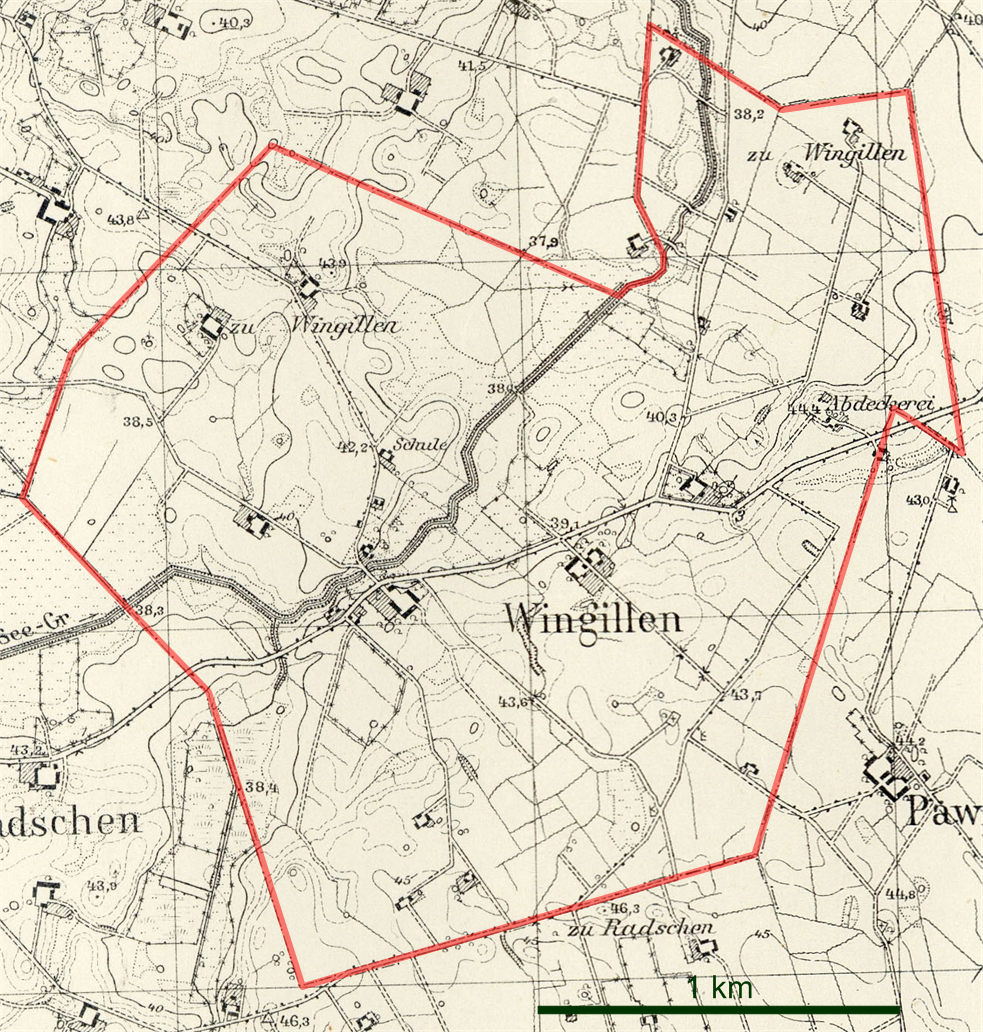
Die Gemeinde Wingillen auf einem Messtischblatt von 1936

Der Ort wurde seit 1660 erwähnt und hieß zunächst Warschallen. Um 1780 war Wingillen ein königliches Bauerndorf. In der Folge wurde eine Abdeckerei eingerichtet, die mit Klein Wingillen bezeichnet wurde, während der Hauptort nun Groß Wingillen genannt wurde. 1857 wurde die Abdeckereibesitzung Klein Wingillen an die Landgemeinde Groß Wingillen angeschlossen. 1874 wurde die Landgemeinde Groß Wingillen in den neu gebildeten Amtsbezirk Schillehnen im Kreis Pillkallen eingegliedert. Später wurde sie (wieder) einfach mit Wingillen bezeichnet. 1938 wurde Wingillen in Feuchtwiesen umbenannt. 1945 kam der Ort in Folge des Zweiten Weltkrieges mit dem nördlichen Ostpreußen zur Sowjetunion. Einen russischen Namen erhielt er nicht mehr.

### Einwohnerentwicklung
| Jahr | Einwohner | Bemerkungen                 |
| ---- | --------- | --------------------------- |
| 1867 | 170       |                             |
| 1871 | 167       |                             |
| 1885 | 144       |                             |
| 1905 | 148       | davon 46 litauischsprachige |
| 1910 | 158       |                             |
| 1933 | 146       |                             |
| 1939 | 127       |                             |

## Kirche
Wingillen/Feuchtwiesen gehörte zum evangelischen Kirchspiel Schillehnen. Die katholische Minderheit (1905: 11 von 148 Bewohnern) war bis 1930 in Bilderweitschen und dann in Schillehnen eingepfarrt.